# اضطراب اكتئابي
اضطراب الاكتئاب الشديد (بالإنجليزية: Major Depression Disorder) (اختصارًا MDD)(1) هو اضطراب نفسي يتَّصف بِأسبوعين على الأقل من الحالة المزاجية المكتئبة المستمرة معظم الوقت. غالبًا ما يكون مصحوبًا بتدني تقدير الذات، وفقدان الاهتمام بالأنشطة الممتعة عادة، انخفاض الطاقة، والمشاكل الجسدية بدون سبب واضح. قد يعاني الأشخاص المصابون بالاضطراب الاكتئابي من التّوهم أو الهلوسة حيث يرون أو يسمعون أشياء لا يستطيع رؤيتها أو سماعها الآخرون. يعاني بعض الأشخاص من نوبات اكتئاب مفصولة بسنوات يكونون فيها طبيعيين، بينما يعاني آخرون من أعراض دائمة. يمكن أن تؤثر الاضطرابات الاكتئابية الرئيسية سلبًا على حياة الشخص الشخصية أو حياته العملية أو الدراسية، فضلاً عن النوم وعادات الأكل والصحة عامة. ما بين 2 إلى 8% من البالغين المصابين بالاكتئاب الشديد يموتون بالانتحار، ومن المقدر أن نحو 50% من الناس الذين يموتون بالانتحار كانوا قد عانوا من الاكتئاب أو اضطراب مزاجي آخر.
يعتقد أن السبب هو مزيج من العوامل البيئية والوراثية والنفسية. تتضمن عوامل الخطر وجود تاريخ عائلي للحالة والقابلية الوراثية 40% تقريبا)، وكذلك وجود تغيرات كبيرة في الحياة، وبعض الأدوية، والمشاكل الصحية المزمنة، وتعاطي المخدرات. ويستند تشخيص اضطراب الاكتئاب الشديد على تجارب الشخص المذكورة للطبيب وفحص الحالة العقلية. لا يوجد اختبار معملي للاكتئاب الشديد. ومع ذلك، يمكن إجراء الاختبار لاستبعاد الحالات البدنية التي يمكن أن تسبب أعراضًا مماثلة. الاكتئاب الشديد أكثر حدة ويستمر لفترة أطول من الحزن، والذي يعد جزءا طبيعيا من الحياة. توصي فرقة الخدمات الوقائية بالولايات المتحدة (USPSTF) بالكشف عن الاكتئاب بين الأشخاص الذين تزيد أعمارهم عن 12 عامًا، بينما وجدت مراجعة سابقة من مؤسسة كوكرين أن الاستخدام الروتيني لاستبيانات الفحص ليس له تأثير يذكر على اكتشاف الاكتئاب الشديد أو علاجه.
عادة، يتم معالجة الأشخاص عن طريق المشورة والأدوية المضادة للاكتئاب. يبدو أن الأدوية عادة ما تكون فعالة، لكن التأثير قد يكون ملحوظا فقط في حالات الاكتئاب الشديد. ليس من المعروف ما إذا كانت الأدوية تؤثر على خطر الانتحار. وتشمل أنواع المشورة المستخدمة العلاج السلوكي المعرفي والعلاج الشخصي (interpersonal therapy). إذا لم تكن التدابير الأخرى فعالة، يمكن النظر في العلاج بالتخليج الكهربي (ECT). قد يكون إدخال المريض للمستشفى ضروريا في الحالات التي تنطوي على خطر إلحاق الأذى بالنفس وقد تحدث أحيانًا ضد رغبة الشخص.
تم تقدير أن اضطراب الاكتئاب الشديد يصيب حوالي 216 مليون شخص (3% من سكان العالم) في عام 2015. تتراوح نسبة الأشخاص المتأثرين في مرحلة ما من حياتهم من 7% في اليابان إلى 21% في فرنسا. معدلات الإصابة أعلى في العالم المتقدم (15٪) مقارنة بالعالم النامي (11٪). يسبب الاضطراب الاكتئابي ثاني أعلى عدد سنوات مع إعاقة، بعد ألم أسفل الظهر. الوقت الأكثر شيوعًا لظهور الاضطراب الاكتئابي هو العشرينات والثلاثينيات من عمر الشخص. تتأثر الإناث بحوالي ضعف معدل إصابة الذكور. أضافت جمعية الطب النفسي الأمريكية «اضطراب الاكتئاب الشديد» إلى الدليل التشخيصي والإحصائي للاضطرابات النفسية (DSM-III) في عام 1980. وقد تم فصله عن العصاب الاكتئابي السابق في DSM-II، والذي كان يشمل أيضًا الحالات المعروفة الآن باسم الاكتئاب الجزئي واضطراب التكيف مع المزاج المكتئب. يمكن أن يحدث وصم اجتماعي للأشخاص المتأثرين حاليًا أو عانوا سابقًا من الاكتئاب.

## العلامات والأعراض

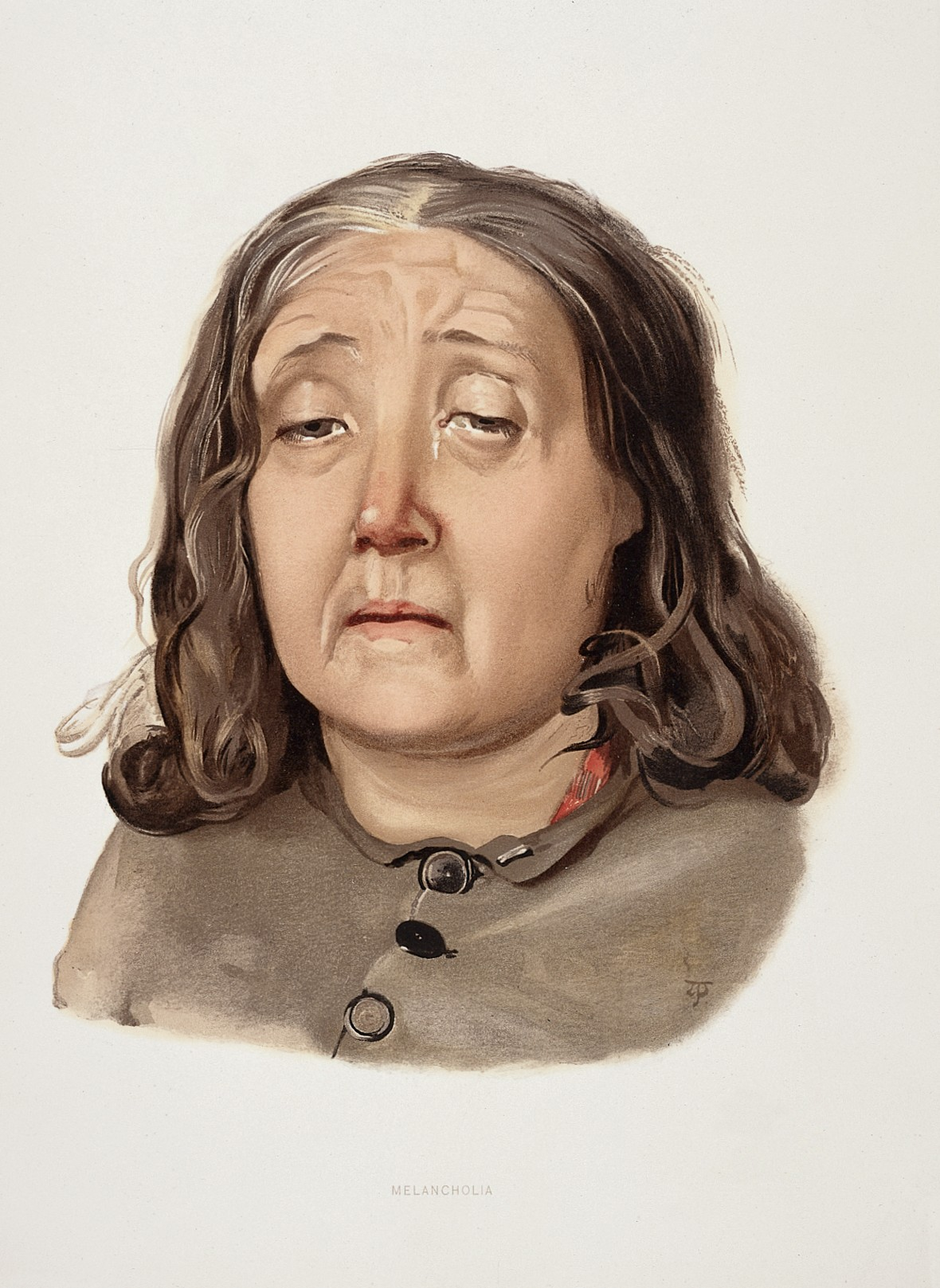
مطبوعة حجرية تعود لعام 1892 لامرأة تم تشخيص إصابتها بالسوداوية.

يؤثر الاكتئاب الشديد كثيرًا على العلاقات الأسرية والشخصية للشخص، والعمل أو الحياة المدرسية، وعادات النوم والأكل، والصحة العامة. تم مقارنة تأثيره على الأداء الوظيفي والرفاهية مع تأثير الحالات الطبية المزمنة الأخرى مثل مرض السكري.
عادة ما يكون لدى الشخص الذي يعاني من نوبة اكتئاب عظمى مزاج سيئ للغاية، والذي يكون في جميع جوانب حياته، وعدم القدرة على الشعور بالتلذذ في الأنشطة التي استمتع بها سابقًا. قد يكون الشخص الذي يعاني من الاكتئاب مشغولا بمشاعر وأفكار عن عدم القيمة، والشعور بالذنب أو الندم بصورة غير مناسبة، والعجز، واليأس، وكراهية الذات. في الحالات الشديدة، قد يعاني الأشخاص المصابون بالاكتئاب من أعراض الذهان. تتضمن هذه الأعراض أوهامًا، أو بصورة أقل شيوعًا، هلاوس، وعادة ما تكون غير سارة. تشمل الأعراض الأخرى للاكتئاب ضعف التركيز والذاكرة (خاصة لدى المصابين بأعراض حزينة أو ذهانية)، أيضا الانسحاب من المواقف والأنشطة الاجتماعية، انخفاض الرغبة الجنسية، والتهيج، وأفكار عن الموت أو الانتحار ويعتبر الأرق جد شائع بين المصابين بالاكتئاب. في النموذج المعتاد، يستيقظ الشخص مبكرًا جدًا ولا يمكنه العودة إلى النوم. فرط النوم، أو النوم الزائد، يمكن أن يحدث أيضًا. بعض مضادات الاكتئاب قد تسبب أيضًا الأرق بسبب تأثيرها المحفّز.
الشخص المصاب بالاكتئاب قد يذكر معاناته من أعراض جسدية متعددة مثل التعب أو الصداع أو مشاكل في الجهاز الهضمي؛ الشكاوى الجسدية هي الشكوى الرئيسية الأكثر شيوعًا في البلدان النامية، وفقًا لمعايير منظمة الصحة العالمية للاكتئاب. تقل الشهية في كثير من الأحيان، مما يؤدي إلى فقدان الوزن، على الرغم من ذلك فزيادة الشهية وزيادة الوزن تحدث في بعض الأحيان. قد تلاحظ العائلة والأصدقاء أن سلوك الشخص مهيج أو خامل. قد يعاني كبار السن المصابين بالاكتئاب من أعراض معرفية، مثل النسيان، وبطء ملحوظ في الحركة. غالبًا ما يصاحب الاكتئاب بعض الاضطرابات الجسدية الشائعة بين كبار السن، مثل السكتة وأمراض القلب والأوعية الدموية الأخرى ومرض باركنسون ومرض الانسداد الرئوي المزمن.
قد يظهر لدى الأطفال المصابين بالاكتئاب في الغالب مزاج سريع الانفعال بدلاً من مزاج مكتئب، وتظهر عليهم أعراض متباينة حسب العمر والوضع. معظمهم يفقدون الاهتمام بالمدرسة ويظهرون انخفاضًا في الأداء الأكاديمي. قد يتأخر التشخيص أو لا يحدث على الإطلاق عندما يتم تفسير الأعراض على أنها «مزاج طبيعي».

### ظروف مرتبطة
في كثير من الأحيان تكون هناك مراضة مشتركة بين الاكتئاب الشديد ومشاكل نفسية أخرى. يشير المسح الوطني للاعتلال المشترك بين عامي 1990 و1992 إلى أن نصف المصابين بالاكتئاب الشديد يعانون من القلق الزائد المستمر مدى الحياة والاضطرابات المرتبطة به مثل اضطراب القلق العام. يمكن أن يكون لأعراض القلق تأثير كبير على مرض الاكتئاب، مع تأخر الشفاء وزيادة خطر الانتكاس وزيادة العجز وزيادة محاولات الانتحار. يكون هناك زيادة في معدلات تعاطي الكحول والمخدرات وخاصة الاعتماد، وحوالي ثلث الأفراد المصابين باضطراب فرط النشاط مع نقص الانتباه يصابون بالاكتئاب أيضا. أيضا تكون هناك مراضة مشتركة بين اضطراب ما بعد الصدمة والاكتئاب في كثير من الأحيان. قد يتزامن الاكتئاب أيضًا مع اضطراب فرط النشاط ونقص الانتباه (ADHD)، مما يعقد التشخيص والعلاج لكليهما. الاكتئاب هو أيضا في كثير من الأحيان مصاحب للإدمان على الكحول واضطرابات الشخصية. يمكن أيضًا أن يتفاقم الاكتئاب خلال أشهر معينة (الشتاء عادةً) لذوي الاضطراب العاطفي الموسمي. في حين أن الاستخدام المفرط للوسائط الرقمية تم ربطه بأعراض الاكتئاب، فقد يتم أيضًا استخدام الوسائط الرقمية في بعض الحالات لتحسين الحالة المزاجية.
الاكتئاب والألم غالبا ما يتزامنان. يوجد واحد أو أكثر من أعراض الألم في 65% من المرضى الذين يعانون من الاكتئاب، وبين 5 إلى 85% من المرضى الذين يعانون من الألم يعانون من الاكتئاب، وهذا يتوقف على السياق؛ حيث هناك معدل انتشار أقل في الممارسة العامة، وأعلى في العيادات المتخصصة. غالبًا ما يتم تأخير تشخيص الإصابة بالاكتئاب أو تفويته، وقد تتفاقم العواقب إذا تمت ملاحظة الاكتئاب ولكن مع إساءة فهمه تمامًا.
يرتبط الاكتئاب أيضًا بزيادة خطر الإصابة بالأمراض القلبية الوعائية بمقدار 1.5 إلى 2 أضعاف، بغض النظر عن عوامل الخطر المعروفة الأخرى، ويرتبط بحد ذاته بشكل مباشر أو غير مباشر بعوامل الخطر مثل التدخين والسمنة. من غير المرجح أن يتبع الأشخاص المصابون بالاكتئاب الشديد التوصيات الطبية لعلاج الاضطرابات القلبية الوعائية والوقاية منها، مما يزيد من خطر حدوث مضاعفات طبية. بالإضافة إلى ذلك، قد لا يكتشف أطباء القلب وجود اكتئاب كامن، والذي يعقد مشكلة قلبية وعائية تحت رعايتهم.

## الوقاية
الجهود الوقائية قد تؤدي إلى انخفاض في معدلات الحالة بين 22 و38%. تناول كميات كبيرة من الأسماك قد يقلل أيضا من خطر الإصابة.
التدخلات السلوكية، مثل العلاج الشخصي والعلاج المعرفي السلوكي، فعالة في الوقاية من ظهور جديد للاكتئاب. نظرًا لأن هذه التدخلات تبدو أكثر فاعلية عند تقديمها إلى أفراد أو مجموعات صغيرة، فقد قيل أنها قد تكون قادرة على الوصول إلى جمهورها المستهدف الكبير بأكبر قدر من الكفاءة عبر الإنترنت.
ومع ذلك، وجد تحليل تلوي سابق أن البرامج الوقائية ذات العنصر المعزز للكفاءة تفوق البرامج الموجهة للسلوك عمومًا، ووجدت أن البرامج السلوكية غير مفيدة خصوصًا لكبار السن، والذين كانت برامج الدعم الاجتماعي مفيدة لهم بشكل فريد. بالإضافة إلى ذلك، كانت البرامج التي تمنع الاكتئاب على أفضل وجه تتألف عادة من أكثر من ثماني جلسات، مدة كل منها ما بين 60 و90 دقيقة، وتم توفيرها من قبل مجموعة من العاملين المحترفين، وكان لها تصميم بحثي عالي الجودة، وكان لديها قدر محدد جيدا من التدخل.
يوفر نظام الرعاية الصحية النفسية في هولندا تدخلات وقائية، مثل دورة «التعامل مع الاكتئاب» (CWD) للأشخاص الذين يعانون من الاكتئاب غير الشديد. يُزعم أن هذه الدورة هي أنجح التدخلات النفسية-الاجتماعية لعلاج الاكتئاب والوقاية منه (سواء بالنسبة لقدرتها على التكيف مع مختلف الفئات السكانية ونتائجها)، مع تقليل المخاطر بنسبة 38% في الاكتئاب الشديد وفعالة كعلاج مقارنة بالعلاجات النفسية الأخرى.

## المآل
غالبًا ما تنحسر نوبات الاكتئاب الرئيسية بمرور الوقت سواء تم علاجها أم لا. قدرت المدة الوسيطة للنوبة بحوالي 23 أسبوعًا، ويكون أعلى معدل للتعافي في الأشهر الثلاثة الأولى.
أظهرت الدراسات أن 80% من الذين عانوا من أول نوبة اكتئابية كبيرة سوف يعانون من واحدة أخرى على الأقل خلال حياتهم، بمتوسط يبلغ 4 نوبات طوال العمر. تشير الدراسات السكانية العامة الأخرى إلى أن ما يقرب من نصف أولئك الذين عانوا من نوبة يتعافون (سواء عولجوا أم لا) ويبقوا على ما يرام، في حين أن النصف الآخر سيعاني من نوبة أخرى على الأقل، وحوالي 15% من هؤلاء سيعانون من تكرار مزمن. تشير الدراسات التي تعتمد على مصادر مرتبطة بالنزلاء المقيمين في المستشفيات إلى انخفاض التعافي وارتفاع الإزمان، في حين تشير الدراسات التي أجريت على المرضى الخارجيين (غير المقيمين بالمستشفى) إلى أن جميعهم يتعافون تقريبًا، مع مدة متوسطة للنوبة تبلغ 11 شهرًا. يعاني حوالي 90% من المصابين بالاكتئاب الشديد أو الذهاني، والذين يستوفي معظمهم أيضًا معايير اضطرابات عقلية أخرى، من تكرار الإصابة.
نسبة عالية من الأشخاص الذين يعانون من اختفاء الأعراض سوف يتبقى لديهم واحد على الأقل من الأعراض بعد العلاج. التكرار أو الإزمان يكونان أكثر احتمالًا إذا لم تختفي الأعراض تمامًا مع العلاج. توصي الإرشادات الحالية بمضادات الاكتئاب المستمرة لمدة تتراوح من أربعة إلى ستة أشهر بعد اختفاء الأعراض لمنع الانتكاس. تشير الدلائل من العديد من التجارب المنضبطة المعشاة إلى أن الأدوية المضادة للاكتئاب المستمرة بعد الشفاء يمكن أن تقلل من فرصة الانتكاس بنسبة 70 ٪. على الأرجح يستمر التأثير الوقائي لأول 36 أشهر من الاستخدام على الأقل.
يحتاج الأشخاص الذين يعانون من نوبات متكررة من الاكتئاب إلى علاج مستمر من أجل منع الاكتئاب الشديد على المدى الطويل. في بعض الحالات، يجب على الأشخاص تناول الأدوية لبقية حياتهم.
ترتبط الحالات التي تكون فيها النتيجة سيئة بالعلاج غير المناسب، والأعراض الأولية الشديدة بما في ذلك الذهان، والسن المبكرة للظهور، وتواجد نوبات سابقة، والشفاء غير الكامل بعد عام واحد من العلاج، ووجود اضطراب نفسي أو طبي شديد مسبقًا، والخلل الوظيفي الأسري.
الأفراد المصابون بالاكتئاب لديهم متوسط عمر متوقع أقصر من أولئك الذين لا يعانون من الاكتئاب، ويرجع ذلك جزئيًا إلى أن المرضى المصابين بالاكتئاب معرضون لخطر الموت نتيجة الانتحار. ومع ذلك، لديهم أيضًا معدل أعلى للوفاة لأسباب أخرى، كونهم أكثر عرضة للحالات الطبية مثل أمراض القلب. يعاني ما يصل إلى 60% من الأشخاص الذين يموتون بالانتحار من اضطراب مزاجي مثل الاكتئاب الشديد، ويكون الخطر مرتفعًا خصوصًا إذا كان لدى الشخص شعور واضح باليأس أو كان يعاني من كل من الاكتئاب واضطراب الشخصية الحدي معا. يقدر خطر الانتحار مدى الحياة المرتبط بتشخيص الاكتئاب الشديد في الولايات المتحدة الأمريكية بنسبة 3.4٪، وهي النسبة التي تتوسط معدلين متباينين للغاية يبلغان حوالي 7% للرجال و1% للنساء (على الرغم من أن محاولات الانتحار أكثر عند النساء). التقدير أقل بكثير من النسبة المقبولة سابقًا والتي كانت 15٪، والتي تم استخلاصها من الدراسات القديمة للمرضى في المستشفيات.
وغالبا ما يرتبط الاكتئاب بالبطالة والفقر. يمثل اضطراب الاكتئاب حاليًا السبب الرئيسي لعبء المرض في أمريكا الشمالية والبلدان الأخرى ذات الدخل المرتفع، والسبب الرئيسي الرابع في جميع أنحاء العالم. في عام 2030، من المتوقع أن يكون السبب الرئيسي الثاني لعبء المرض في جميع أنحاء العالم بعد فيروس نقص المناعة البشرية، وفقا لمنظمة الصحة العالمية. التأخير أو الفشل في طلب العلاج بعد الانتكاس وفشل المهنيين الصحيين في توفير العلاج يعتبران عائقان أمام الحد من الإعاقة.

## الانتشار

معدل السنة الحياتية للإعاقة لاضطرابات الاكتئاب أحادية القطب لكل 100,000 نسمة في عام 2004.
لا تتوفر بيانات
<700
700–775
775–850
850–925
925–1000
1000–1075
1075–1150
1150–1225
1225–1300
1300–1375
1375–1450
>1450

اضطراب الاكتئاب الشديد يصيب حوالي 216 مليون شخص في عام 2015 (3% من سكان العالم). تتراوح نسبة الأشخاص المتأثرين في مرحلة ما من حياتهم من 7% في اليابان إلى 21% في فرنسا. في معظم البلدان، تقع نسبة الأشخاص الذين يعانون من الاكتئاب أثناء حياتهم في نطاق يتراوح من 8 إلى 18٪. في أمريكا الشمالية، يكون احتمال حدوث نوبة اكتئابية كبيرة خلال فترة عام 3-5% للذكور و8-10% للإناث. الاكتئاب الشديد شائع عند النساء بمعدل ضعف ما هو عليه عند الرجال، رغم أنه من غير الواضح سبب ذلك، وما إذا كانت عوامل لم يتم التعرف عليها تساهم في ذلك. ترتبط الزيادة النسبية في الحدوث بتطور البلوغ أكثر من العمر الزمني، وتصل إلى نسب البالغين بين سن 15 و18 عامًا، ويبدو أنها مرتبطة بالعوامل النفسية أكثر من العوامل الهرمونية. الاكتئاب هو سبب رئيسي للإعاقة في جميع أنحاء العالم.
من المرجح أن يصاب الأشخاص بأول نوبة اكتئابية عندما يكون عمرهم بين 30 و40 عامًا، وهناك ذروة ثانية أصغر من الإصابة بين ذوي 50 و60 عامًا يزداد خطر الإصابة بالاكتئاب الشديد بسبب الحالات العصبية مثل السكتة أو مرض باركنسون أو التصلب المتعدد، وخلال السنة الأولى بعد الولادة. كما أنه أكثر شيوعًا بعد المعاناة من أمراض القلب والأوعية الدموية، وهو مرتبط أكثر بأولئك الذين يعانون من مآل قلبي سيئ أكثر من هؤلاء الذين حظوا بمآل أفضل للمرض. تتعارض الدراسات حول انتشار الاكتئاب لدى كبار السن، لكن معظم البيانات تشير إلى وجود انخفاض في هذه الفئة العمرية. تعد الاضطرابات الاكتئابية أكثر شيوعًا بين سكان المناطق الحضرية عنها في المناطق الريفية ويزيد معدل انتشارها بين المجموعات ذات العوامل الاجتماعية والاقتصادية الأكثر فقراً، مثل التشرد.

## الأسباب

تشبيه الكوب يدل على نموذج الاستعداد والضغط أنه تحت نفس القدر من الضغوطات، يكون الشخص 2 أكثر عرضة للخطر من الشخص 1، بسبب استعدادهم.

أسباب الاضطراب الاكتئاب غير معروفة حتى الآن. يقترح النموذج البيولوجي النفسي الاجتماعي أن العوامل البيولوجية والنفسية والاجتماعية جميعها تلعب دورًا في التسبب بمرض الاكتئاب. يُحدد نموذج الاستعداد والضغط أن الاكتئاب ينتج عندما يتفاعل الضعف أو التهيؤ السابقة من أحداث الحياة المجهدة. يمكن أن يكون الضعف الموجود مسبقًا إما وراثيًا، مما يدل على التفاعل بين الطبيعة والتربية، أو التخطيطي، الناتج عن آراء العالم المكتسبة في مرحلة الطفولة.
إِنَّ إساءَة معاملة الأطفال، سواءً الجسدية أو الجنسية أو النفسية، كلها عوامل خطر قد تسبب الاكتئاب، من بين المشكلات النفسية الأخرى التي تحدث مثل القلق وتعاطي المخدرات. ترتبط صدمة الطفولة بشدة الاكتئاب وعدم الاستجابة للعلاج وطول مدة المرض. ومع ذلك، فإن البعض أكثر عرضة للإصابة بأمراض عقلية مثل الاكتئاب بعد الصدمة، وقد تم اقتراح جينات مختلفة للسيطرة على القابلية للإصابة.

### علم الوراثة
وجدت الدراسات الأسرية والتوأم أن ما يقرب من 40% من الفروق الفردية معرضة لخطر الإصابة باضطراب اكتئابي يمكن تفسيره بالعوامل الوراثية. مثل معظم الاضطرابات النفسية، من المحتمل أن تتأثر اضطرابات الاكتئاب الرئيسية بالعديد من التغيرات الجينية الفردية. في عام 2018، اكتشفت دراسة ارتباط على مستوى الجينوم 44 متغيرًا في الجينوم مرتبطة بخطر الإصابة بالاكتئاب الشديد. تبع ذلك دراسة أجريت عام 2019 وجدت 102 تنوعًا في الجينوم مرتبط بالاكتئاب.
وقد ارتبطت 5-HTTLPR، أو السيروتونين ناقل الجينات قصيرة أليل بزيادة خطر الاكتئاب. ومع ذلك، فمنذ التسعينات، كانت النتائج غير متسقة، حيث وجدت ثلاثة مراجعات حديثة تأثيرًا بينما لم تجد مراجعتين أي أثر. وتشمل الجينات الأخرى التي تم ربطها بتفاعل بين الجينات والبيئة CRHR1 وFKBP5 وعامل التغذية العصبية المستمد من الدماغ، وترتبط أول اثنتين منها برد فعل الإجهاد لمحور وطائي-نخامي-كظري، والأخير يشارك في تكوين الخلايا العصبية. لا توجد آثار قاطعة للجين لمسبب للاكتئاب، سواءً بمفرده أو مُشتركًا بِضغوط الحياة. وقد انتقدت البحوث التي تركز على جينات مرشحة محددة لميلها إلى توليد نتائج إيجابية خاطئة. وهناك أيضًا جهود أخرى لدراسة التفاعلات بين ضغوط الحياة وخطر الإصابة بالاكتئاب.

### مشاكل صحية أخرى
قد يأتي الاكتئاب أيضًا ثانويًا لحالة طبية مزمنة أو المرحلة نهائية للمرض، مثل فيروس نقص المناعة البشرية/الإيدز أو الربو، ويمكن تسميته «الاكتئاب الثانوي». قد يكون الاكتئاب أيضًا علاجي المنشأ (نتيجة الرعاية الصحية)، مثل الاكتئاب الناجم عن المخدرات. تشملُ العلاجات المرتبطة بالاكتئاب الإنترفيرون، وحاصرات بيتا، والآيزوتريتينوين، وموانع الحمل، عوامل القلب، ومضادات الاختلاج، والأدوية المضادة للصداع النصفي، ومضادات الذهان، والعوامل الهرمونية مثل ناهض إفراز هرمون الغدد التناسلية. يرتبط تعاطي المخدرات في سن مبكرة أيضًا بزيادة خطر الإصابة بالاكتئاب في وقت لاحق من الحياة. ويسمى الاكتئاب الذي يحدث نتيجة للحمل الاكتئاب ما بعد الولادة، ويعتقد أن يكون نتيجة للتغيرات الهرمونية المرتبطة بالحمل. بالإضافة أن الاضطراب العاطفي الموسمي، وهو نوع من الاكتئاب المرتبط بالتغيرات الموسمية بسبب ضوء الشمس، نتيجة انخفاض ضوء الشمس.

## الفيزيولوجيا المرضية
الفيزيولوجيا المرضية للاكتئاب حتى الآن غير مفهومة، ولكن النظريات الحالية تتمحور حول الأنظمة ذُو مفعُولٍ أُحاديِّ الأمِين، ونظم يوماوي، والخلل المناعي، وخلل محور وطائي-نخامي-كظري (HPA)، والتشوهات الهيكلية أو الوظيفية للدوائر العاطفية.
نظرية ذُو مفعولٍ أُحادي الأمِين، المستمدة من فعالية الأدوية ذو مفعولٍ أحادي الأمين في علاج الاكتئاب، كانت النظرية السائدة حتى وقت قريب. تفترض النظرية أن النشاط غير الكافي للناقلات العصبية أحادية الأمين هو السبب الرئيسي للاكتئاب. الأدلة على نظرية أحادية الأمين تأتي من مناطق متعددة. أولاً، الاستنفاد الحاد للتربتوفان، وهو من السلائف الضرورية للسيروتونين، الناقلات العصبية أحادية الأمين، يمكن أن يسبب الاكتئاب في أولئك الذين هم في فترة تخفيف أو أقارب المرضى للاكتئاب؛ وهذا يشير إلى أن نقص الانتقال العصابة السيروتونيني خطير عند الاكتئاب. ثانيًا، يشير الارتباط بين خطر الاكتئاب وتعدد الأشكال في جين 5-HTTLPR [الإنجليزية]، الذي يرمز لمستقبلات السيروتونين، إلى وجود صلة. ثالثًا، انخفاض كَميّة الموضع الأزرق، وانخفاض نشاط هيدروكسيلاز التيروسين، وزيادة كثافة مستقبلات الأدرينالية ألفا-2، والأدلة من نماذج الفئران التي تُشير إلى انخفاض النقل العصبي الأدرينالي [الإنجليزية] عند الاكتئاب. علاوة على ذلك، انخفاض مستويات حمض الهوموفانيليك، والاستجابة المتغيرة لديكستروامفيتامين، واستجابات الأعراض الاكتئابية لمنبهات مستقبلات الدوبامين، انخفاض مستقبلات الدوبامين D1 ملزمة في جسم مخطط، وتعدد أشكال جينات مستقبلات الدوبامين مشتركة الدوبامين، ذو مفعول أحاديِ الأمين الآخر، في الاكتئاب. وأخيرًا، ارتبط نشاط زيادة أوكسيديز أحادي الأمين، الذي يحلل أحادي الأمينات، بالاكتئاب. أحد التفسيرات المقترحة للتأخر العلاجي، والمزيد من الدعم لنقص أحادي الأمين، هو إزالة الحساسية من تثبيط الذات في نوى الرفاء [الإنجليزية] عن طريق زيادة السيروتونين بوساطة مضادات الاكتئاب. ومع ذلك، قد اقترح تثبيط نواة رافيد الظهرية  [الإنجليزية] نتيجة لانخفاض النشاط السيروتونين في تقلبل التربتوفان، مما أدى إلى حالة الاكتئاب بوساطة زيادة السيروتونين. بالمزيد من التصدي لفرضية أحادية الأمين هو حقيقة أن الفئران المصابة بآفات نواة رافيد الظهرية ليست أكثر اكتئابًا من الضوابط، وإيجاد زيادة الوِدَاجِيّ 5-هيدروكسي إندول حمض الأسيتيك عند مرضى الاكتئاب التي تطبيع باستخدام علاج مثبطات استرداد السيروتونين الانتقائية، وتفضيل الكربوهيدرات لمرضى الاكتئاب. وقد تم تبسيط فرضية أحادية الأمين عندما عرضت على عامة الناس.
وقد لوحظ تشوهات في الجهاز المناعي، بما في ذلك زيادة مستويات السيتوكينات المشاركة في توليد السلوك المرضي (الذي يتداخل مع الاكتئاب). إن فعالية الأدوية المضادة للالتهابات (مضادات الالتهاب اللاستيرويدية) ومثبطات السيتوكين في علاج الاكتئاب.

## الانتحار والاكتئاب

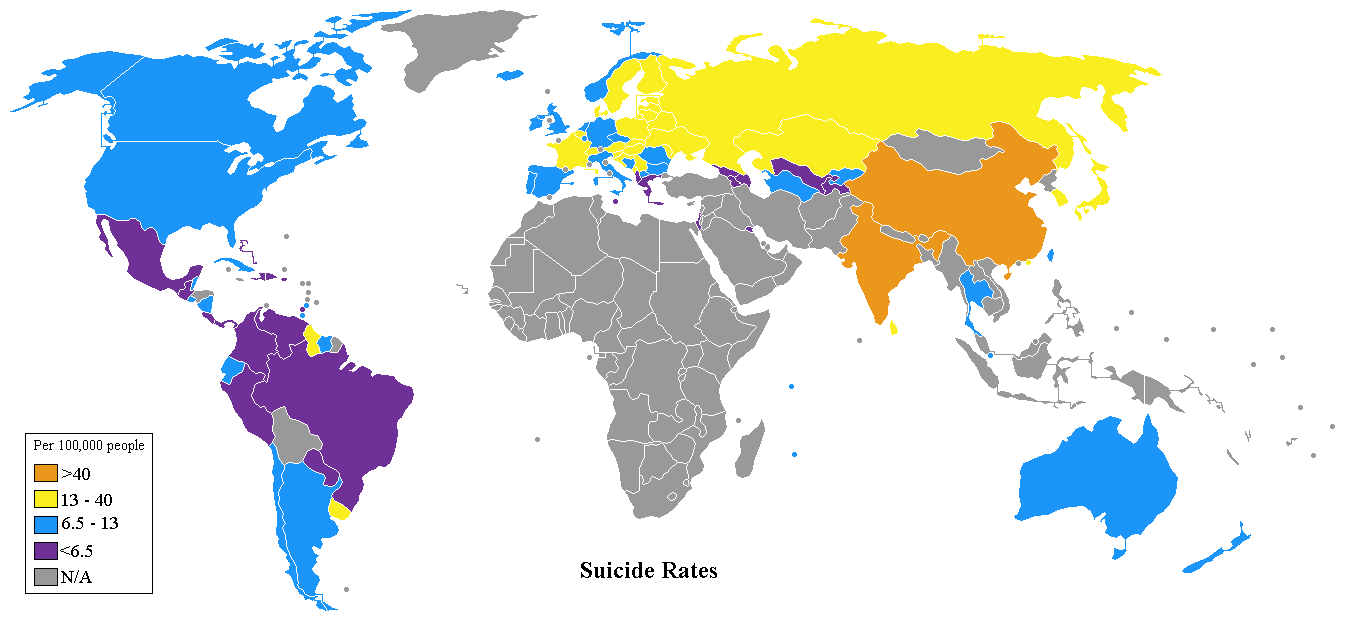
خارطة العالم توضح نسبة الانتحار لكل 100,000 نسمة.

هناك بعض العلامات التي يستدل بها الأطباء النفسيون على أن بعض مرضى الاكتئاب لديهم دافع قوي للإقدام على الانتحار ومن هذه العلامات إحساس المريض بالضيق الشديد، وبأن صبره قد نفد، ولم يعد لديه القدرة على الاحتمال، وهو في هذه الحالة يبدو مستسلماً ولا يرحب بمناقشة مشكلاته أو البحث عن حلول لها، لأن الحل بالتخلص من الحياة يبدو أمامه وكأنه الخيار الوحيد والأمثل في حين يغلق المرض أمامه أبواب أية حلول أخرى، وقد يتساءل المريض عن أهمية الحياة وقيمتها ويذكر أنه لا سند لهُ في هذه الدنيا وأن الحياة مظلمة ولا أمل في المستقبل، ويفسر علماء النفس الانتحار أنه نوع من العدوان الداخلي الذي يرتد إلى النفس بدلاً من الخروج إلى المحيطين لدى الشخص.
ورغم أن بعض الأشخاص يقدمون على الانتحار دون أن يُعرف عنهم الإصابة بالاكتئاب قبل ذلك إلا أن الفحص ومرتجعة حالات الانتحار تؤكد أن نسبة كبيرة منهم يعانون من حالات الاكتئاب النفسي الشديد في الوقت الذي أقدموا على ارتكاب فعل الانتحار، وعلى العكس من الفكرة السائدة حول ارتباط الانتحار بحالات مصحوبة بالبطء الحركي الشديد وهبوط الإرادة قد تسبب عجز المريض عن الإقدام على تنفيذ الانتحار رغم أن الفكرة تدور في رأسه، وقد لاحظ الأطباء النفسيون أن الإقدام على الانتحار يحدث في هؤلاء المرضى بعد أن يتلقوا العلاج حيث يبدأ المريض في التحسن الحركي قبل أن تزول أعراض الاكتئاب في بداية الشفاء وهنا يمكن تنفيذ عملية الانتحار.
وفي الحالات المبكرة من الاكتئاب قد يقوم المريض بإيذاء نفسه حين يلاحظ أن هناك تغير هائلاً قد أصابه ولم يعد يستطيع التحكم في حالته النفسية، ويقوم مرضى الاكتئاب بتنفيذ محاولات الانتحار عادة في ساعات الصباح الأولى وهو الوقت الذي تكون مشاعر الاكتئاب في قمتها، وقد لاحظت دوائر الشرطة في بعض الدول الأوروبية أن حالات الانتحار تقع دائما في عطلة نهاية الأسبوع وفي أيام الأعياد وتفسير ذلك هو أن إحساس الاكتئاب يزداد عمقاً لدى الكثير من الأشخاص في مثل هذه المناسبات التي يفترض أن تكون فرصة للبهجة والاستمتاع بالحياة، ولوحظ أيضاً أن نسبة الانتحار تزداد في المدن مقارنة بالمناطق الريفية والسبب هو انعدام الروابط الإنسانية في المدن المزدحمة مما يزيد من شعور الفرد بالعزلة رغم أنه وسط زحام من الناس.

## تشخيص

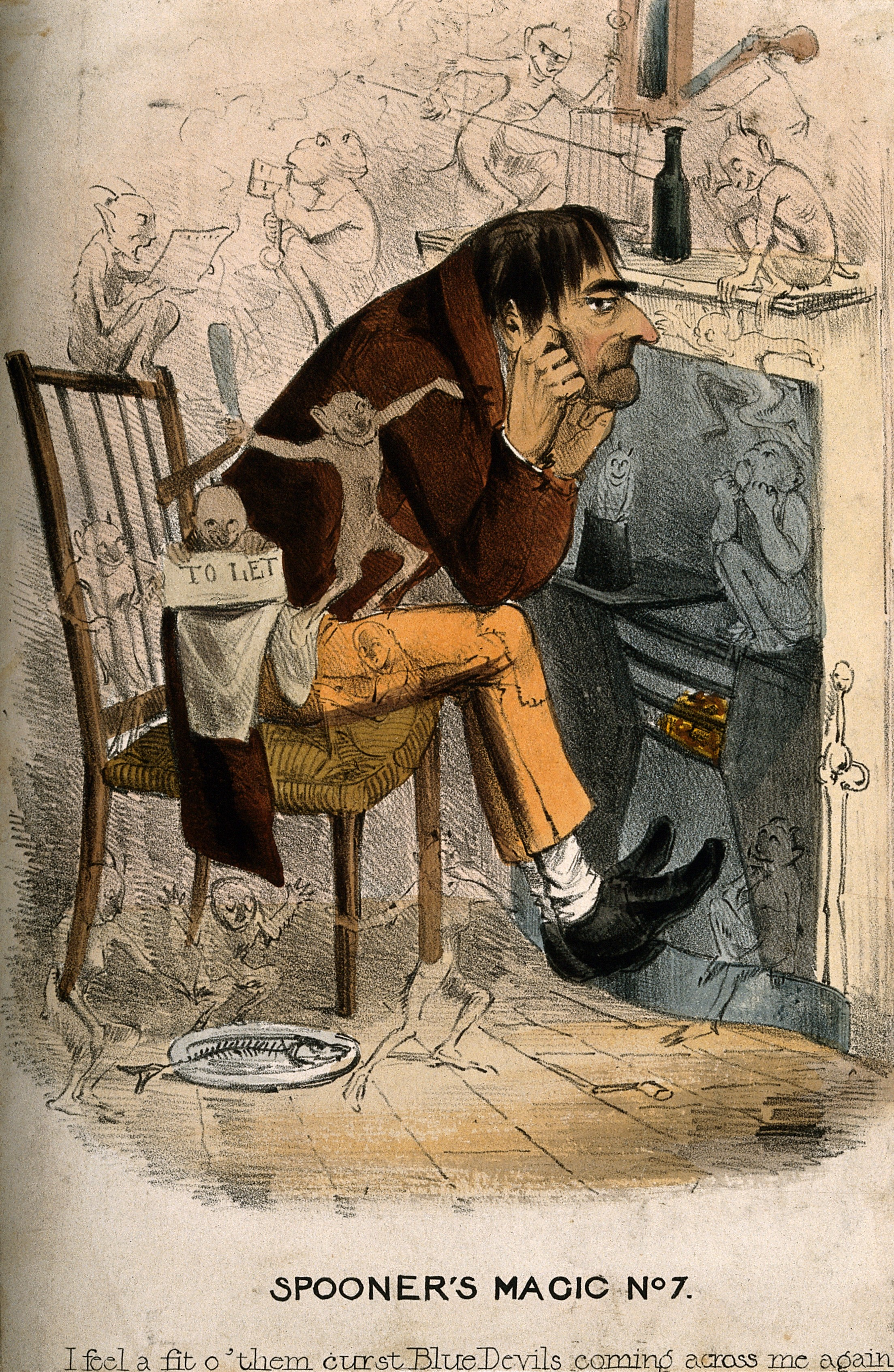
كاريكاتير لشخص يعاني من الاكتئاب.

### التشخيص السريري
من الإختبارات النفسية التي تساعد في تشخيص الاكتئاب:
1- بيك للاكتئاب: هو وسيلة لتقدير الاكتئاب وتحديد نوعه وشدته، ويمثل مقياس بيك محاولة مبكرة وناجحة لقياس درجة الاكتئاب في الشخصية ونوعية هذا الاكتئاب.
2- MMPI: اختبار مينوستا للشخصية المتعدد الأوجه.

### الأنواع الفرعية
- فترة حزن قصيرة لا ترقى إلى مستوى نوبة الاكتئاب الكبرى لكونها تستمر لفترة أقل من أسبوعين ويظهر على الشخص 5 من الأعراض الكافية لتشخيص نوبة الاكتئاب الكبرى ولا يصاحب فترة الحزن هذه تأثير على الحياة الاجتماعية والمهنية للفرد وهذا النوع عادة يكون سببها عوامل توتر خارجية ومن أهمها فقدان مستوى اجتماعي أو اقتصادي معين والشعور بالذنب نتيجة للإحساس بخرق ضوابط اجتماعية أو دينية والانفصال من علاقة عاطفية والقيام بوظيفة معينة تكون إما تحت أو فوق قدرات الشخص ولكن أي من هذه العوامل الخارجية إن أدت إلى نوبة من الكآبة لمدة أكثر من أسبوعين واجتماع 5 من أعراض نوبة الاكتئاب الكبرى ولم يتمكن الشخص من مزاولة نشاطاته الاجتماعية والمهنية فإن ذلك يرتقي بالحالة إلى مصاف نوبة الاكتئاب الكبرى.
- الحزن على موت شخص عزيز حيث يشعر بعض الأفراد بمجموعة من المشاعر تفوق في حدتها فترة الحزن القصيرة لكنها لا ترتقي إلى مصاف نوبة الاكتئاب الكبرى، حيث يشعر البعض باضطراب في النوم وفقدان الشهية وفقدان الوزن والشعور بالذنب لأن الشخص لم يقم بما فيه الكفاية لمنع الموت أو الرغبة بأن يكون هو الآخر ميتا أو الشعور بعدم وجود قيمة له بعد رحيل الشخص المتوفي وخمول شديد يمنع الفرد من مزاولة نشاطاته اليومية وتهيآت في بعض الأحيان أنه شاهد أو سمع صوت المتوفي ويختلف طول فترة الحزن الطبيعية على شخص متوفٍّ من منطقة إلى أخرى حسب الثقافة والمعتقدات ولكن هناك حد اجتمع عليه معظم الأطباء النفسيين ألا وهو فترة شهرين وعلى هذا الأساس إن استمرت هذه الأعراض المذكورة لمدة تزيد على شهرين وكانت لها تأثيرات على الحياة الاجتماعية والمهنية للفرد فإنها قد ترتقي إلى مصاف نوبة الاكتئاب الكبرى.
- نوبة الاكتئاب الكبرى
- اكتئاب ما بعد الولادة (بالإنجليزية: Postpartum depression)‏ بسبب التغيرات الكبيرة في نسبة الهرمونوات في جسم الأم بعد عملية الولادة تشعر معظم الأمهات بفترة حزن خفيفة خلال الأيام العشرة الأولى وخاصة في الحمل الأول إذ يضيف الشعور بأنه حدث تغير كبير على مسار حياتها إلى عامل تقلب في مستوى الهرمونات بحصول نوبة من الحزن تعتبر طبيعية ولكن في 1 من 500 إلى 1000 من الأمهات يكون الحزن أكثر حدة حيث يؤدي إلى عدم مقدرة الأم من العناية بطفلها حيث تحصل تقلبات حادة في مزاج الأم وتكون حريصة أكثر من اللازم لحماية الطفل ويكون هذا الحرص سببا في عدم تمتع الطفل بقسط كافٍ من النوم والخوف الشديد من أن يصيب الطفل أي مكروه والخوف من أن تترك وحيدة مع الطفل ويكون الوصول إلى هذه الحالة غير الطبيعية شائعا أكثر في الأمهات اللواتي كن تعانين في السابق من نوبة الاكتئاب الكبرى وهناك احتمالية تصل إلى 50% أن تتكرر هذه الحالة في المستقبل عندما تصبح الأم حاملة مرة أخرى وهذه الحالة كبقية الحالات قد تصل حدتها إلى نوبة الاكتئاب الكبرى إذا توفرت الشروط المطلوبة لتشخيص نوبة الاكتئاب الكبرى.
- اضطراب العاطفة الموسمية (بالإنجليزية: Seasonal affective disorder)‏ ويمكن اعتبار هذا النوع من الكآبة أحد الفروع الثانوية من نوبة الاكتئاب الكبرى إذ تظهر نفس الأعراض والشروط المطلوبة للتشخيص مع فرق واحد، ألا وهو ارتباطها بفصل معين من فصول السنة وعادة ما تبدأ نوبة الاكتئاب الكبرى في موسم الخريف أو الشتاء وتنتهي بحلول الربيع وفي حالات نادرة تبدأ في الصيف وتنتهي في الشتاء ولتشخيص هذا النوع يجب أن تكون العلاقة بين الموسم ونوبة الاكتئاب الكبرى موجودة على الأقل لمدة سنتين مع عدم الإصابة بنوبة الاكتئاب الكبرى في مواسم أخرى من السنة ويجب ألا يكون مرتبطا بعوامل توتر خارجية حدثت في الموسم المعين. تكون أعراض الكآبة الموسمية عادة الشعور بالخمول وكثرة الأكل وخاصة الحلويات وينتشر هذا النوع من الكآبة عادة في المناطق الباردة ذات الشتاء الطويل.
- المزاج الحزين المزمن وهو عبارة عن نوع من الكآبة يكون فيه الشخص متطبعا لصفة الحزن الخفيف لفترة طويلة والتي لا ترقى حدتها إلى حالة نوبة الاكتئاب الكبرى ويتطلب تشخيص هذه الحالة على الأقل سنتين من المزاج المتعكر أو الحزين في معظم أيام السنة ومن صفات هؤلاء الأشخاص ضعف الثقة بالنفس وعدم الإحساس بالمتعة وضعف التركيز ونقد الذات بكثرة مع عدم الإيمان بقدراتهم الذاتية ونوم مضطرب مع شهية إما عالية أو معدومة وشعور بعدم الأمل بأي إمكانية لمستقبل مشرق.
- الكآبة كجزء من مرض تعكر المزاج الثنائي القطب

## علاج
العلاجات الثلاثة الأكثر شيوعًا للاكتئاب هي العلاج النفسي والأدوية والعلاج بالصدمات الكهربائية. العلاج النفسي هو العلاج المفضل (أكثر من الدواء) للأشخاص الذين تقل أعمارهم عن 18 عامًا. تشير إرشادات المعهد الوطني البريطاني للصحة ورعاية (NICE) لعام 2004 إلى أنه لا ينبغي استخدام مضادات الاكتئاب في العلاج الأولي للاكتئاب الخفيف لأن نسبة المخاطر عالية مُقرنةً بالفوائد ضعيفة. بضرورة النظر في العلاج بمضادات الاكتئاب بالمقارنة مع التدخلات النفسية والاجتماعية من أجل:
- الأشخاص الذين عانوا تاريخا من الاكتئاب المعتدل أو الشديد.
- أولئك الذين يعانون من الاكتئاب الخفيف الذي رافقهم لفترة طويلة.
- مسارًا ثاني لعلاج الاكتئاب الخفيف الذي يستمر بعد تدخلات أخرى.
- مسارًا ثاني لعلاج الاكتئاب المعتدل أو الشديد.

تشير الإرشادات التوجيهية أيضًا إلى أن العلاج بمضادات الاكتئاب يجب أن يستمر لمدة ستة أشهر على الأقل لتقليل خطر الانتكاس، وأن مثبطات استرداد السيروتونين الانتقائية أكثر تحملاً من مضادات الاكتئاب ثلاثية الحلقات.
توصي الإرشادات التوجيهية للعلاج من الجمعية الأمريكية للأطباء النفسيين بضرورة أن يكون العلاج الأولي مصممًا بشكل فردي بناءً على عوامل تشمل شدة الأعراض والاضطرابات الموجودة معًا وتجربة العلاج السابقة وتخيير المريض. قد تشمل الخيارات العلاج الدوائي أو العلاج النفسي أو التمرين أو العلاج بالصدمات الكهربائية (ECT) أو التحفيز المغناطيسي عبر الجمجمة (TMS) أو العلاج بالضوء. يوصى باستخدام الأدوية المضادة للاكتئاب كخيار علاج أولي للأشخاص الذين يعانون من الاكتئاب الخفيف أو المتوسط أو الشديد، ويجب إعطاؤه لجميع المرضى الذين يعانون من الاكتئاب الشديد ما لم يتم التخطيط للعلاج بالصدمات الكهربائية. هناك أدلة على أن الرعاية التعاونية من قبل فريق من ممارسي الرعاية الصحية تنتج نتائج أفضل من الرعاية الروتينية للممارس الواحد.
خيارات العلاج محدودة أكثر بكثير في البلدان الغير النامية، حيث يصعب في كثير من الأحيان الوصول إلى موظفي الصحة العقلية والأدوية والعلاج النفسي. تطوير خدمات الصحة النفسية ضئيل للغاية في العديد من البلدان. يُنظر إلى الاكتئاب على أنه ظاهرة في العالم المتقدم على الرغم من وجود أدلة تثبت عكس ذلك، وليس على أنه حالة تهدد الحياة بطبيعتها. وجدت مراجعة كوكرين لعام 2014 أدلة غير كافية لتحديد فعالية العلاج النفسي مقابل العلاج الطبي لدى الأطفال.

### نمط الحياة
يوصى بالتمارين الرياضية لعلاج الاكتئاب الخفيف، ولها تأثير معتدل على الأعراض. وجد أن التمارين الرياضية فعالة أيضًا في حالات الاكتئاب الشديد (أحادي القطب). وهو يعادل استخدام الأدوية أو العلاجات النفسية لدى معظم الناس. وحتى كبار السن يبدو أنه يقلل الاكتئاب. قد يوصى بممارسة الرياضة للأشخاص الذين هم على استعداد ودوافع وبصحة جيدة بما يكفي للمشاركة في برنامج ممارسة الرياضة كعلاج.
هناك أدلة قليلة جدًا على أن الاستغناء عن النوم ليلاً قد يعالج أعراض الاكتئاب، مع الآثار التي تظهر عادةً في غضون يوم واحد.عادة ما يكون هذا التأثير مؤقتًا. إلى جانب النعاس، يمكن أن تسبب هذه الطريقة تأثيرًا جانبيًا للهوس أو هوس خفيف. في دراسات الرصدية، أن الإقلاع عن التدخين له فوائد في الوقاية من الاكتئاب أكثر بكثير من الأدوية.
إلى جانب التمرين، قد يلعب النوم والنظام الغذائي الصحي دورًا في علاج الاكتئاب. وقد تكون التدخلات في هذه المجالات إضافة فعالة إلى الأساليب التقليدية.

### العلاج النفسي
يمكن تقديم العلاج بالكلام (العلاج النفسي) للأفراد أو المجموعات أو العائلات من قبل مُتَخصِّصي الصحة العقلية. وجدت مراجعة عام 2017 أن العلاج السلوكي المعرفي مشابهًا للأدوية المضادة للاكتئاب من حيث التأثير. وجدت مراجعة لعام 2012 أن العلاج النفسي أفضل من عدم العلاج ولكن ليس حتى العلاجات الأخرى. لأشكال الاكتئاب الأكثر تعقيدًا والمزمنة منها، يمكن استخدام مجموعة من الأدوية والعلاجات النفسية. وجدت مراجعة كوكرين لعام 2014 أن التدخلات الموجّهة للعمل إلى جانب التدخلات السريرية ساعدت على تقليل أيام المرض التي يأخذها الأشخاص الذين يعانون من الاكتئاب. هناك أدلة متوسطة الجودة على أن العلاجات النفسية هي إضافة مفيدة إلى العلاج المضاد للاكتئاب المقاوم للعلاج على المدى القصير.
أُثبت أن العلاج النفسي فعال لكبار السن. يبدو أن العلاج النفسي الناجح يقلل من تكرار الإصابة بالاكتئاب حتى بعد إيقافه أو استبداله بجلسات تقوية عرضية.

### مضادات الاكتئاب
نشأت نتائج متضاربة للدراسات التي أُجريت عن فعالية مضادات الاكتئاب لدى الأشخاص الذين يعانون من الاكتئاب الحاد والخفيف إلى المتوسط. تدعم الأدلة الأقوى فائدة مضادات الاكتئاب في علاج الاكتئاب المزمن (اكتئاب جزئي) أو الشديد.

## شخصيات مشهورة عانت من الاكتئاب
هناك عدد من المشاهير الذين إما كان لديهم اضطراب اكتئابي لفترة من الزمن أو استمر معهم الاضطراب طوال حياتهم، فمن هؤلاء المشاهير الذين كانوا قد عايشوا الحقبة المعاصرة من تحدث وناقش اكتئابه على وسائل الإعلام، ومنهم ممن عاش قديماً فقد افترض إصابتهُ بالاكتئاب اعتماداً على عمليات دراسة وتوثيق وتحليل المراسلات والكتابات والمذكرات والأعمال الفنية وما إلى ذلك من نتاجات ذاتية. ومن المشاهير الذين أصيبوا بالاضطراب الاكتئابي الروائية الإنجليزية فرجينيا وولف ورئيس وزراء المملكة المتحدة السابق ونستون تشرشل والكاتب الألماني يوهان فولفغانغ فون غوته ورئيس الولايات المتحدة السابق أبراهام لينكون وعالم الفيزياء والرياضيات إسحق نيوتن والملحن الموسيقي فولفغانغ أماديوس موزارت ورئيس أفغانستان السابق حامد كرزاي والرسام الهولندي فان غوخ وميكيلانجيلو والكاتب الأمريكي إرنست همنغواي والمغنية بيونسي والكاتب الإنجليزي تشارلز ديكنز والفيلسوف فريدريك نيتشه والممثلة مارلين مونرو والمبرمج الأسترالي جوليان أسانج مؤسس موقع ويكيليكس ومقدمة البرامج الأمريكية أوبرا وينفري.

## هوامش
- «1»: يُعرف باسم اضطراب الاكتئاب [151] كما يُسمى أيضًا الاضطراب الاكتئابي الرئيس،[152] والمعرُوف باسم الاكتئاب.

### باللغة الإنجليزية
1. ↑  . منظمة الصحة العالمية http://www.who.int/healthinfo/global_burden_disease/estimates/en/index2.html. اطلع عليه بتاريخ 2016-07-30. {{استشهاد ويب}}: |url= بحاجة لعنوان (مساعدة) والوسيط |title= غير موجود أو فارغ (من ويكي بيانات) (مساعدة)
2. ↑   https://www.msdmanuals.com./professional/psychiatric-disorders/mood-disorders/depressive-disorders. {{استشهاد ويب}}: |url= بحاجة لعنوان (مساعدة) والوسيط |title= غير موجود أو فارغ (من ويكي بيانات) (مساعدة)
3. ↑   https://www.msdmanuals.com./ja-jp/professional/08-%E7%B2%BE%E7%A5%9E%E9%9A%9C%E5%AE%B3/%E6%B0%97%E5%88%86%E9%9A%9C%E5%AE%B3/%E6%8A%91%E3%81%86%E3%81%A4%E9%9A%9C%E5%AE%B3%E7%BE%A4. {{استشهاد ويب}}: |url= بحاجة لعنوان (مساعدة) والوسيط |title= غير موجود أو فارغ (من ويكي بيانات) (مساعدة)
4. 1 2 3 4 5 6 7 8 9  "Depression". NIMH. مايو 2016. مؤرشف من الأصل في 2016-08-05. اطلع عليه بتاريخ 2016-07-31.
5. 1 2 3 4 5 6 7 8 9  American Psychiatric Association (2013)، Diagnostic and Statistical Manual of Mental Disorders (ط. 5th)، Arlington: American Psychiatric Publishing، ص. 166–68، ISBN:978-0-89042-555-8، مؤرشف من الأصل في 2016-07-31، اطلع عليه بتاريخ 2016-07-22
6. ↑  Richards، C. Steven؛ O'Hara، Michael W. (2014). The Oxford Handbook of Depression and Comorbidity. Oxford University Press. ص. 254. ISBN:978-0-19-979704-2. مؤرشف من الأصل في 2019-06-08. {{استشهاد بكتاب}}: الوسيط غير المعروف |name-list-format= تم تجاهله يقترح استخدام |name-list-style= (مساعدة)
7. ↑  Strakowski، Stephen؛ Nelson، Erik (2015). Major Depressive Disorder. Oxford University Press. ص. PT27. ISBN:978-0-19-026432-1. مؤرشف من الأصل في 2019-12-16. {{استشهاد بكتاب}}: الوسيط غير المعروف |name-list-format= تم تجاهله يقترح استخدام |name-list-style= (مساعدة)
8. ↑  Bachmann، S (6 يوليو 2018). "Epidemiology of Suicide and the Psychiatric Perspective". International Journal of Environmental Research and Public Health. ج. 15 ع. 7: 1425. DOI:10.3390/ijerph15071425. ISSN:1660-4601. PMC:6068947. PMID:29986446. Half of all completed suicides are related to depressive and other mood disorders{{استشهاد بدورية محكمة}}:  صيانة الاستشهاد: دوي مجاني غير معلم (link)
9. 1 2  Patton، Lauren L. (2015). The ADA Practical Guide to Patients with Medical Conditions (ط. 2). John Wiley & Sons. ص. 339. ISBN:978-1-118-92928-5. مؤرشف من الأصل في 2018-02-20. {{استشهاد بكتاب}}: الوسيط غير المعروف |name-list-format= تم تجاهله يقترح استخدام |name-list-style= (مساعدة)
10. ↑  "Screening for Depression in Adults: US Preventive Services Task Force Recommendation Statement". JAMA. ج. 315 ع. 4: 380–87. يناير 2016. DOI:10.1001/jama.2015.18392. PMID:26813211.
11. ↑  "Screening for Depression in Children and Adolescents: U.S. Preventive Services Task Force Recommendation Statement". Annals of Internal Medicine. ج. 164 ع. 5: 360–66. مارس 2016. DOI:10.7326/M15-2957. PMID:26858097.
12. ↑  "Screening and case finding instruments for depression". The Cochrane Database of Systematic Reviews ع. 4: CD002792. أكتوبر 2005. DOI:10.1002/14651858.CD002792.pub2. PMID:16235301.
13. ↑  "Antidepressant drug effects and depression severity: a patient-level meta-analysis". JAMA. ج. 303 ع. 1: 47–53. يناير 2010. DOI:10.1001/jama.2009.1943. PMC:3712503. PMID:20051569.
14. ↑  "Initial severity and antidepressant benefits: a meta-analysis of data submitted to the Food and Drug Administration". PLoS Medicine. ج. 5 ع. 2: e45. فبراير 2008. DOI:10.1371/journal.pmed.0050045. PMC:2253608. PMID:18303940.{{استشهاد بدورية محكمة}}:  صيانة الاستشهاد: دوي مجاني غير معلم (link)
15. ↑  "Suicides and Suicide Attempts during Long-Term Treatment with Antidepressants: A Meta-Analysis of 29 Placebo-Controlled Studies Including 6,934 Patients with Major Depressive Disorder". Psychotherapy and Psychosomatics. ج. 85 ع. 3: 171–79. 2016. DOI:10.1159/000442293. PMID:27043848.
16. ↑  "Cognitive behavioral therapy for mood disorders: efficacy, moderators and mediators". The Psychiatric Clinics of North America. ج. 33 ع. 3: 537–55. سبتمبر 2010. DOI:10.1016/j.psc.2010.04.005. PMC:2933381. PMID:20599132.
17. ↑  American Psychiatric Association (2006). American Psychiatric Association Practice Guidelines for the Treatment of Psychiatric Disorders: Compendium 2006. American Psychiatric Pub. ص. 780. ISBN:978-0-89042-385-1. مؤرشف من الأصل في 2018-02-20.
18. 1 2  GBD 2015 Disease and Injury Incidence and Prevalence Collaborators (أكتوبر 2016). "Global, regional, and national incidence, prevalence, and years lived with disability for 310 diseases and injuries, 1990–2015: a systematic analysis for the Global Burden of Disease Study 2015". Lancet. ج. 388 ع. 10053: 1545–602. DOI:10.1016/S0140-6736(16)31678-6. PMC:5055577. PMID:27733282. {{استشهاد بدورية محكمة}}: |الأخير= باسم عام (مساعدة)صيانة الاستشهاد: أسماء عددية: قائمة المؤلفين (link)
19. 1 2 3 4 5 6  "The epidemiology of depression across cultures". Annual Review of Public Health. ج. 34: 119–38. 2013. DOI:10.1146/annurev-publhealth-031912-114409. PMC:4100461. PMID:23514317.
20. ↑  Global Burden of Disease Study 2013 Collaborators (أغسطس 2015). "Global, regional, and national incidence, prevalence, and years lived with disability for 301 acute and chronic diseases and injuries in 188 countries, 1990–2013: a systematic analysis for the Global Burden of Disease Study 2013". Lancet. ج. 386 ع. 9995: 743–800. DOI:10.1016/S0140-6736(15)60692-4. PMC:4561509. PMID:26063472. {{استشهاد بدورية محكمة}}: |الأخير= باسم عام (مساعدة)صيانة الاستشهاد: أسماء عددية: قائمة المؤلفين (link)
21. 1 2  Hersen، Michel؛ Rosqvist، Johan (2008). Handbook of Psychological Assessment, Case Conceptualization, and Treatment, Volume 1: Adults. John Wiley & Sons. ص. 32. ISBN:978-0-470-17356-5. مؤرشف من الأصل في 2018-02-20. {{استشهاد بكتاب}}: الوسيط غير المعروف |name-list-format= تم تجاهله يقترح استخدام |name-list-style= (مساعدة)
22. ↑  Strakowski، Stephen M.؛ Nelson، Erik (2015). "Introduction". Major Depressive Disorder. Oxford University Press. ص. Chapter 1. ISBN:978-0-19-020618-5. {{استشهاد بكتاب}}: الوسيط غير المعروف |name-list-format= تم تجاهله يقترح استخدام |name-list-style= (مساعدة)
23. 1 2  Depression (PDF). المعهد الوطني للصحة العقلية (NIMH). مؤرشف من الأصل (PDF) في 2011-07-27. اطلع عليه بتاريخ 2008-09-07.
24. ↑  "Functioning and well-being outcomes of patients with depression compared with chronic general medical illnesses". Archives of General Psychiatry. ج. 52 ع. 1: 11–19. يناير 1995. DOI:10.1001/archpsyc.1995.03950130011002. PMID:7811158.
25. 1 2 3 4 5 6 7 8 9 10  American Psychiatric Association 2000a
26. 1 2  "Cognitive Difficulties Associated With Depression: What Are the Implications for Treatment?". Psychiatric Times. ج. 26 ع. 3. 2009. مؤرشف من الأصل في 2009-07-22.
27. ↑  "Overt irritability/anger in unipolar major depressive episodes: past and current characteristics and implications for long-term course". JAMA Psychiatry. ج. 70 ع. 11: 1171–80. نوفمبر 2013. DOI:10.1001/jamapsychiatry.2013.1957. PMID:24026579.
28. ↑  "Insomnia: Assessment and Management in Primary Care". American Family Physician. ج. 59 ع. 11: 3029–38. 1999. مؤرشف من الأصل في 2011-07-26. اطلع عليه بتاريخ 2014-11-12.
29. ↑  "Development of a plastic surgical teaching service in a women's correctional institution". American Journal of Surgery. ج. 129 ع. 3: 269–72. مارس 1975. DOI:10.1136/bmj.322.7284.482. PMC:1119689. PMID:11222428.
30. ↑  Consensus Guidelines for Assessment and Management of Depression in the Elderly (PDF). North Sydney, New South Wales: NSW Health Department. 2001. ص. 2. ISBN:978-0-7347-3341-2. مؤرشف (PDF) من الأصل في 2015-04-01.
31. ↑  "Medical Comorbidities in Late-Life Depression". Psychiatric Times. ج. 25 ع. 14. 2008. مؤرشف من الأصل في 2020-03-06. {{استشهاد بدورية محكمة}}: |archive-date= / |archive-url= timestamp mismatch (مساعدة)
32. ↑  "Comorbidity of DSM-III-R major depressive disorder in the general population: results from the US National Comorbidity Survey". The British Journal of Psychiatry. Supplement. ج. 168 ع. 30: 17–30. يونيو 1996. DOI:10.1192/S0007125000298371. PMID:8864145.
33. ↑  "The Comorbidity of Major Depression and Anxiety Disorders: Recognition and Management in Primary Care". Primary Care Companion to the Journal of Clinical Psychiatry. ج. 3 ع. 6: 244–54. ديسمبر 2001. DOI:10.4088/PCC.v03n0609. PMC:181193. PMID:15014592.
34. ↑  "Comorbidity between DSM-IV drug use disorders and major depression: results of a national survey of adults". Journal of Substance Abuse. ج. 7 ع. 4: 481–97. 1995. DOI:10.1016/0899-3289(95)90017-9. PMID:8838629.
35. ↑  "Alcohol and depression". Addiction. ج. 106 ع. 5: 906–14. مايو 2011. DOI:10.1111/j.1360-0443.2010.03351.x. PMID:21382111.
36. ↑  Delivered from distraction: Getting the most out of life with Attention Deficit Disorder. New York: Ballantine Books. 2005. ص. 253–55. ISBN:978-0-345-44231-4. مؤرشف من الأصل في 2022-03-23.
37. ↑  "Comorbid Depression in ADHD: Children and Adolescents". Psychiatric Times. ج. 25 ع. 10. 2008. مؤرشف من الأصل في 2009-05-24.
38. ↑  "Current comorbidity of psychiatric disorders among DSM-IV major depressive disorder patients in psychiatric care in the Vantaa Depression Study". The Journal of Clinical Psychiatry. ج. 63 ع. 2: 126–34. فبراير 2002. DOI:10.4088/jcp.v63n0207. PMID:11874213.
39. ↑  Cantor, Joanne; Bickham, David; Hoge, Elizabeth (1 Nov 2017). "Digital Media, Anxiety, and Depression in Children". Pediatrics (بالإنجليزية). 140 (Supplement 2): S76–S80. DOI:10.1542/peds.2016-1758G. ISSN:0031-4005. PMID:29093037. Archived from the original on 2019-12-21.
40. ↑  Elhai، Jon D.؛ Dvorak، Robert D.؛ Levine، Jason C.؛ Hall، Brian J. (1 يناير 2017). "Problematic smartphone use: A conceptual overview and systematic review of relations with anxiety and depression psychopathology". Journal of Affective Disorders. ج. 207: 251–259. DOI:10.1016/j.jad.2016.08.030. ISSN:0165-0327. PMID:27736736.
41. ↑  "Depression and pain comorbidity: a literature review". Archives of Internal Medicine. ج. 163 ع. 20: 2433–45. نوفمبر 2003. DOI:10.1001/archinte.163.20.2433. PMID:14609780. مؤرشف من الأصل في 2020-03-12.
42. ↑  "Major depressive disorder predicts completion, adherence, and outcomes in cardiac rehabilitation: a prospective cohort study of 195 patients with coronary artery disease". The Journal of Clinical Psychiatry. ج. 72 ع. 9: 1181–88. سبتمبر 2011. DOI:10.4088/jcp.09m05810blu. PMID:21208573.
43. ↑  "Depression and Cardiovascular Disease: What Is the Correlation?". Psychiatric Times. ج. 25 ع. 9. 2008. مؤرشف من الأصل في 2020-03-06.
44. 1 2  "Preventing the onset of depressive disorders: a meta-analytic review of psychological interventions". The American Journal of Psychiatry. ج. 165 ع. 10: 1272–80. أكتوبر 2008. DOI:10.1176/appi.ajp.2008.07091422. PMID:18765483.
45. ↑  "Fish consumption and risk of depression: a meta-analysis". Journal of Epidemiology and Community Health. ج. 70 ع. 3: 299–304. مارس 2016. DOI:10.1136/jech-2015-206278. PMID:26359502.
46. 1 2  "Major depression can be prevented". The American Psychologist. ج. 67 ع. 4: 285–95. مايو–يونيو 2012. DOI:10.1037/a0027666. PMC:4533896. PMID:22583342.
47. ↑   {{استشهاد بمنشورات مؤتمر}}: استشهاد فارغ! (مساعدة)
48. ↑  "The efficacy of internet interventions for depression and anxiety disorders: a review of randomised controlled trials" (PDF). Medical Journal of Australia. ج. 192 ع. 11: 4–11. 2010. مؤرشف (PDF) من الأصل في 2014-11-12. اطلع عليه بتاريخ 2014-11-12.
49. ↑  "Predictors of efficacy in depression prevention programmes". British Journal of Psychiatry. 2003. مؤرشف (PDF) من الأصل في 2009-03-26. اطلع عليه بتاريخ 2009-04-02.
50. ↑  "Psychoeducational treatment and prevention of depression: the "Coping with Depression" course thirty years later". Clinical Psychology Review. ج. 29 ع. 5: 449–58. يوليو 2009. DOI:10.1016/j.cpr.2009.04.005. PMID:19450912.
51. ↑  "The naturalistic course of unipolar major depression in the absence of somatic therapy". The Journal of Nervous and Mental Disease. ج. 194 ع. 5: 324–29. مايو 2006. DOI:10.1097/01.nmd.0000217820.33841.53. PMID:16699380.
52. ↑  "Treatment of recurrent depression". Expert Review of Neurotherapeutics. ج. 6 ع. 11: 1735–40. نوفمبر 2006. DOI:10.1586/14737175.6.11.1735. PMID:17144786.
53. ↑  "[Prophylactic treatment for recurrent major depression]". Presse Médicale. ج. 36 ع. 11 Pt 2: 1627–33. نوفمبر 2007. DOI:10.1016/j.lpm.2007.03.032. PMID:17555914.
54. ↑  "Population-based study of first onset and chronicity in major depressive disorder". Archives of General Psychiatry. ج. 65 ع. 5: 513–20. مايو 2008. DOI:10.1001/archpsyc.65.5.513. PMC:2761826. PMID:18458203.
55. ↑  "Long-term outcome of major depressive disorder in psychiatric patients is variable". The Journal of Clinical Psychiatry. ج. 69 ع. 2: 196–205. فبراير 2008. DOI:10.4088/JCP.v69n0205. PMID:18251627.
56. ↑  "Time to recurrence after recovery from major depressive episodes and its predictors". Psychological Medicine. ج. 33 ع. 5: 839–45. يوليو 2003. DOI:10.1017/S0033291703007827. PMID:12877398.
57. 1 2  "Major Depressive Disorder: Understanding the Significance of Residual Symptoms and Balancing Efficacy with Tolerability". The American Journal of Medicine. ج. 128 ع. 9 Suppl: S1–S15. سبتمبر 2015. DOI:10.1016/j.amjmed.2015.07.001. PMID:26337210.
58. ↑  "Relapse prevention with antidepressant drug treatment in depressive disorders: a systematic review". Lancet. ج. 361 ع. 9358: 653–61. فبراير 2003. DOI:10.1016/S0140-6736(03)12599-8. PMID:12606176.
59. ↑  "Major Depression". MedlinePlus. 10 مارس 2014. مؤرشف من الأصل في 2010-07-07. اطلع عليه بتاريخ 2010-07-16.
60. ↑  "Depression, Major: Prognosis". MDGuidelines. The Guardian Life Insurance Company of America. مؤرشف من الأصل في 2010-04-20. اطلع عليه بتاريخ 2010-07-16.
61. ↑  "Depression and public health: an overview". Journal of Psychosomatic Research. ج. 53 ع. 4: 849–57. أكتوبر 2002. DOI:10.1016/S0022-3999(02)00304-5. PMID:12377293.
62. ↑  "The varied clinical presentations of major depressive disorder". The Journal of Clinical Psychiatry. 68 Suppl 8 ع. Supplement 8: 4–10. 2007. PMID:17640152.
63. 1 2  "Is there an association between depression and cardiovascular mortality or sudden death?". Journal of Cardiovascular Medicine. ج. 9 ع. 4: 356–62. أبريل 2008. DOI:10.2459/JCM.0b013e3282785240. PMID:18334889.
64. ↑  Abnormal psychology: An integrative approach (5th ed.). Belmont, CA: Thomson Wadsworth. 2005. ص. 248–49. ISBN:978-0-534-63356-1.
65. ↑  "Major depression: does a gender-based down-rating of suicide risk challenge its diagnostic validity?". The Australian and New Zealand Journal of Psychiatry. ج. 35 ع. 3: 322–28. يونيو 2001. DOI:10.1046/j.1440-1614.2001.00895.x. PMID:11437805.
66. ↑  "Sex differences in clinical predictors of suicidal acts after major depression: a prospective study". The American Journal of Psychiatry. ج. 164 ع. 1: 134–41. يناير 2007. DOI:10.1176/ajp.2007.164.1.134. PMC:3785095. PMID:17202555.
67. ↑  "Affective disorders and suicide risk: a reexamination". The American Journal of Psychiatry. ج. 157 ع. 12: 1925–32. ديسمبر 2000. DOI:10.1176/appi.ajp.157.12.1925. PMID:11097952.
68. ↑  "Poverty, unemployment, and common mental disorders: population based cohort study". BMJ. ج. 317 ع. 7151: 115–19. يوليو 1998. DOI:10.1136/bmj.317.7151.115. PMC:28602. PMID:9657786.
69. ↑  "Projections of global mortality and burden of disease from 2002 to 2030". PLoS Medicine. ج. 3 ع. 11: e442. نوفمبر 2006. DOI:10.1371/journal.pmed.0030442. PMC:1664601. PMID:17132052.{{استشهاد بدورية محكمة}}:  صيانة الاستشهاد: دوي مجاني غير معلم (link)
70. ↑  "Reducing the burden of depression". Canadian Journal of Psychiatry. ج. 53 ع. 7: 420–27. يوليو 2008. DOI:10.1177/070674370805300703. PMID:18674396.
71. ↑  "WHO Disease and injury country estimates". World Health Organization. 2009. مؤرشف من الأصل في 2009-11-11. اطلع عليه بتاريخ 2009-11-11.
72. ↑  "Lifetime prevalence and age-of-onset distributions of DSM-IV disorders in the National Comorbidity Survey Replication". Archives of General Psychiatry. ج. 62 ع. 6: 593–602. يونيو 2005. DOI:10.1001/archpsyc.62.6.593. PMID:15939837.
73. ↑  "A 40-year perspective on the prevalence of depression: the Stirling County Study". Archives of General Psychiatry. ج. 57 ع. 3: 209–15. مارس 2000. DOI:10.1001/archpsyc.57.3.209. PMID:10711905.
74. 1 2  "Gender differences in unipolar depression: an update of epidemiological findings and possible explanations". Acta Psychiatrica Scandinavica. ج. 108 ع. 3: 163–74. سبتمبر 2003. DOI:10.1034/j.1600-0447.2003.00204.x. PMID:12890270.
75. ↑  "The world health report 2001 – Mental Health: New Understanding, New Hope". WHO website. World Health Organization. 2001. مؤرشف من الأصل في 2008-10-16. اطلع عليه بتاريخ 2008-10-19.
76. ↑  "Natural history of Diagnostic Interview Schedule/DSM-IV major depression. The Baltimore Epidemiologic Catchment Area follow-up". Archives of General Psychiatry. ج. 54 ع. 11: 993–99. نوفمبر 1997. DOI:10.1001/archpsyc.1997.01830230023003. PMID:9366655.
77. ↑  "Depression in neurological disorders: Parkinson's disease, multiple sclerosis, and stroke". Journal of Neurology, Neurosurgery, and Psychiatry. 76 Suppl 1: i48–52. مارس 2005. DOI:10.1136/jnnp.2004.060426. PMC:1765679. PMID:15718222.
78. ↑  "Depression and myocardial infarction: relationship between heart and mind". Progress in Neuro-Psychopharmacology & Biological Psychiatry. ج. 25 ع. 4: 879–92. مايو 2001. DOI:10.1016/S0278-5846(01)00150-6. PMID:11383983.
79. ↑  "Does old age reduce the risk of anxiety and depression? A review of epidemiological studies across the adult life span". Psychological Medicine. ج. 30 ع. 1: 11–22. يناير 2000. DOI:10.1017/S0033291799001452. PMID:10722172.
80. ↑  Gelder, M, Mayou, R and Geddes, J (2005). Psychiatry. 3rd ed. New York: Oxford. p. 105.
81. ↑  Hankin, Benjamin L.; Abela, John R. Z. (2005). Development of Psychopathology: A Vulnerability-Stress Perspective (بالإنجليزية). SAGE Publications. pp. 32–34. ISBN:9781412904902. Archived from the original on 2020-05-15.
82. ↑  Department of Health and Human Services (1999). "The fundamentals of mental health and mental illness". Mental Health: A Report of the Surgeon General. مؤرشف (PDF) من الأصل في 2008-12-17. اطلع عليه بتاريخ 2008-11-11.
83. 1 2  Caspi A، Sugden K، Moffitt TE، Taylor A، Craig IW، Harrington H، McClay J، Mill J، Martin J، Braithwaite A، Poulton R (يوليو 2003). "Influence of life stress on depression: moderation by a polymorphism in the 5-HTT gene". Science. ج. 301 ع. 5631: 386–89. Bibcode:2003Sci...301..386C. DOI:10.1126/science.1083968. PMID:12869766.
84. ↑  Haeffel GJ، Getchell M، Koposov RA، Yrigollen CM، Deyoung CG، Klinteberg BA، Oreland L، Ruchkin VV، Grigorenko EL (January 2008). "Association between polymorphisms in the dopamine transporter gene and depression: evidence for a gene-environment interaction in a sample of juvenile detainees" (PDF). Psychological Science. ج. 19 ع. 1: 62–69. DOI:10.1111/j.1467-9280.2008.02047.x. PMID:18181793. مؤرشف (PDF) من الأصل في 17 December 2008. اطلع عليه بتاريخ أكتوبر 2020. {{استشهاد بدورية محكمة}}: تحقق من التاريخ في: |تاريخ الوصول= (مساعدة)
85. ↑  Slavich GM (2004). "Deconstructing depression: A diathesis-stress perspective (Opinion)". APS Observer. مؤرشف من الأصل في 2011-05-11. اطلع عليه بتاريخ 2008-11-11.
86. ↑  Saveanu RV، Nemeroff CB (مارس 2012). "Etiology of depression: genetic and environmental factors". The Psychiatric Clinics of North America. ج. 35 ع. 1: 51–71. DOI:10.1016/j.psc.2011.12.001. PMID:22370490. مؤرشف من الأصل في 2018-08-09.
87. ↑  Sullivan PF، Neale MC، Kendler KS (أكتوبر 2000). "Genetic epidemiology of major depression: review and meta-analysis". The American Journal of Psychiatry. ج. 157 ع. 10: 1552–62. DOI:10.1176/appi.ajp.157.10.1552. PMID:11007705.
88. ↑  Wray، NR (مايو 2018). "Genome-wide association analyses identify 44 risk variants and refine the genetic architecture of major depression". Nature Genetics. ج. 50 ع. 5: 668–681. DOI:10.1038/s41588-018-0090-3. PMC:5934326. PMID:29700475. مؤرشف من الأصل في 2018-10-21.
89. ↑  Howard DM، Adams MJ، Clarke TK، Hafferty JD، Gibson J، Shirali M، وآخرون (مارس 2019). "Genome-wide meta-analysis of depression identifies 102 independent variants and highlights the importance of the prefrontal brain regions". Nature Neuroscience. ج. 22 ع. 3: 343–352. DOI:10.1038/s41593-018-0326-7. PMC:6522363. PMID:30718901.[بحاجة لتحديث]
90. ↑  Kendler KS، Kuhn JW، Vittum J، Prescott CA، Riley B (مايو 2005). "The interaction of stressful life events and a serotonin transporter polymorphism in the prediction of episodes of major depression: a replication". Archives of General Psychiatry. ج. 62 ع. 5: 529–35. DOI:10.1001/archpsyc.62.5.529. PMID:15867106.
91. ↑  Risch N، Herrell R، Lehner T، Liang KY، Eaves L، Hoh J، Griem A، Kovacs M، Ott J، Merikangas KR (يونيو 2009). "Interaction between the serotonin transporter gene (5-HTTLPR), stressful life events, and risk of depression: a meta-analysis". JAMA. ج. 301 ع. 23: 2462–71. DOI:10.1001/jama.2009.878. PMC:2938776. PMID:19531786.
92. ↑  Munafò MR، Durrant C، Lewis G، Flint J (فبراير 2009). "Gene X environment interactions at the serotonin transporter locus". Biological Psychiatry. ج. 65 ع. 3: 211–19. DOI:10.1016/j.biopsych.2008.06.009. PMID:18691701.
93. ↑  Karg K، Burmeister M، Shedden K، Sen S (مايو 2011). "The serotonin transporter promoter variant (5-HTTLPR), stress, and depression meta-analysis revisited: evidence of genetic moderation". Archives of General Psychiatry. ج. 68 ع. 5: 444–54. DOI:10.1001/archgenpsychiatry.2010.189. PMC:3740203. PMID:21199959.
94. ↑  Culverhouse RC، Saccone NL، Horton AC، Ma Y، Anstey KJ، Banaschewski T، وآخرون (يناير 2018). "Collaborative meta-analysis finds no evidence of a strong interaction between stress and 5-HTTLPR genotype contributing to the development of depression". Molecular Psychiatry. ج. 23 ع. 1: 133–142. DOI:10.1038/mp.2017.44. PMC:5628077. PMID:28373689.
95. ↑  Duncan LE، Keller MC (أكتوبر 2011). "A critical review of the first 10 years of candidate gene-by-environment interaction research in psychiatry". The American Journal of Psychiatry. ج. 168 ع. 10: 1041–9. DOI:10.1176/appi.ajp.2011.11020191. PMC:3222234. PMID:21890791.
96. ↑  Peyrot WJ، Van der Auwera S، Milaneschi Y، Dolan CV، Madden PA، Sullivan PF، Strohmaier J، Ripke S، Rietschel M، Nivard MG، Mullins N، Montgomery GW، Henders AK، Heat AC، Fisher HL، Dunn EC، Byrne EM، وآخرون (يوليو 2018). "Does Childhood Trauma Moderate Polygenic Risk for Depression? A Meta-analysis of 5765 Subjects From the Psychiatric Genomics Consortium". Biological Psychiatry. ج. 84 ع. 2: 138–147. DOI:10.1016/j.biopsych.2017.09.009. PMC:5862738. PMID:29129318.
97. ↑  Simon GE (نوفمبر 2001). "Treating depression in patients with chronic disease: recognition and treatment are crucial; depression worsens the course of a chronic illness". The Western Journal of Medicine. ج. 175 ع. 5: 292–93. DOI:10.1136/ewjm.175.5.292. PMC:1071593. PMID:11694462.
98. ↑  Clayton PJ، Lewis CE (مارس 1981). "The significance of secondary depression". Journal of Affective Disorders. ج. 3 ع. 1: 25–35. DOI:10.1016/0165-0327(81)90016-1. PMID:6455456.
99. ↑  Rogers D، Pies R (ديسمبر 2008). "General medical with depression drugs associated". Psychiatry. ج. 5 ع. 12: 28–41. PMC:2729620. PMID:19724774.
100. ↑  Botts S، Ryan M. Drug-Induced Diseases Section IV: Drug-Induced Psychiatric Diseases Chapter 18: Depression. ص. 1–23. مؤرشف من الأصل في 2010-12-23.
101. ↑  Brook DW، Brook JS، Zhang C، Cohen P، Whiteman M (نوفمبر 2002). "Drug use and the risk of major depressive disorder, alcohol dependence, and substance use disorders". Archives of General Psychiatry. ج. 59 ع. 11: 1039–44. DOI:10.1001/archpsyc.59.11.1039. PMID:12418937.
102. ↑  Meltzer-Brody S (9 يناير 2017). "New insights into perinatal depression: pathogenesis and treatment during pregnancy and postpartum". Dialogues in Clinical Neuroscience. ج. 13 ع. 1: 89–100. PMC:3181972. PMID:21485749.
103. ↑  Melrose S (1 يناير 2015). "Seasonal Affective Disorder: An Overview of Assessment and Treatment Approaches". Depression Research and Treatment. ج. 2015: 178564. DOI:10.1155/2015/178564. PMC:4673349. PMID:26688752.{{استشهاد بدورية محكمة}}:  صيانة الاستشهاد: دوي مجاني غير معلم (link)
104. ↑  Ruhé HG، Mason NS، Schene AH (أبريل 2007). "Mood is indirectly related to serotonin, norepinephrine and dopamine levels in humans: a meta-analysis of monoamine depletion studies". Molecular Psychiatry. ج. 12 ع. 4: 331–59. DOI:10.1038/sj.mp.4001949. PMID:17389902.
105. ↑  Delgado PL، Moreno FA (2000). "Role of norepinephrine in depression". The Journal of Clinical Psychiatry. 61 Suppl 1: 5–12. PMID:10703757.
106. ↑  Savitz JB، Drevets WC (أبريل 2013). "Neuroreceptor imaging in depression". Neurobiology of Disease. ج. 52: 49–65. DOI:10.1016/j.nbd.2012.06.001. PMID:22691454.
107. ↑  Hasler G (أكتوبر 2010). "Pathophysiology of depression: do we have any solid evidence of interest to clinicians?". World Psychiatry. ج. 9 ع. 3: 155–61. DOI:10.1002/j.2051-5545.2010.tb00298.x. PMC:2950973. PMID:20975857.
108. ↑  Dunlop BW، Nemeroff CB (مارس 2007). "The role of dopamine in the pathophysiology of depression". Archives of General Psychiatry. ج. 64 ع. 3: 327–37. DOI:10.1001/archpsyc.64.3.327. PMID:17339521. مؤرشف من الأصل في 2018-08-25.
109. ↑  Meyer JH، Ginovart N، Boovariwala A، Sagrati S، Hussey D، Garcia A، Young T، Praschak-Rieder N، Wilson AA، Houle S (نوفمبر 2006). "Elevated monoamine oxidase a levels in the brain: an explanation for the monoamine imbalance of major depression". Archives of General Psychiatry. ج. 63 ع. 11: 1209–16. DOI:10.1001/archpsyc.63.11.1209. PMID:17088501.
110. ↑  Davis، Kenneth L؛ Charney MD، Dennis؛ Coyle، Joseph T؛ Nemeroff، Charles، المحررون (2002). Neuropsychopharmacology: the fifth generation of progress: an official publication of the American College of Neuropsychopharmacology (ط. 5th). Philadelphia: Lippincott Williams & Wilkins. ص. 1139–63. ISBN:978-0-7817-2837-9. {{استشهاد بكتاب}}: الوسيط غير المعروف |name-list-format= تم تجاهله يقترح استخدام |name-list-style= (مساعدة)
111. ↑  Adell A (أبريل 2015). "Revisiting the role of raphe and serotonin in neuropsychiatric disorders". The Journal of General Physiology. ج. 145 ع. 4: 257–59. DOI:10.1085/jgp.201511389. PMC:4380212. PMID:25825168.
112. ↑  Lacasse JR، Leo J (ديسمبر 2005). "Serotonin and depression: a disconnect between the advertisements and the scientific literature". PLoS Medicine. ج. 2 ع. 12: e392. DOI:10.1371/journal.pmed.0020392. PMC:1277931. PMID:16268734.{{استشهاد بدورية محكمة}}:  صيانة الاستشهاد: دوي مجاني غير معلم (link)
113. ↑  Krishnadas R، Cavanagh J (مايو 2012). "Depression: an inflammatory illness?". Journal of Neurology, Neurosurgery, and Psychiatry. ج. 83 ع. 5: 495–502. DOI:10.1136/jnnp-2011-301779. PMID:22423117.
114. ↑  Patel A (سبتمبر 2013). "Review: the role of inflammation in depression". Psychiatria Danubina. 25 Suppl 2: S216–23. PMID:23995180.
115. ↑  Dowlati Y، Herrmann N، Swardfager W، Liu H، Sham L، Reim EK، Lanctôt KL (مارس 2010). "A meta-analysis of cytokines in major depression". Biological Psychiatry. ج. 67 ع. 5: 446–57. DOI:10.1016/j.biopsych.2009.09.033. PMID:20015486.
116. ↑  Köhler O، Benros ME، Nordentoft M، Farkouh ME، Iyengar RL، Mors O، Krogh J (ديسمبر 2014). "Effect of anti-inflammatory treatment on depression, depressive symptoms, and adverse effects: a systematic review and meta-analysis of randomized clinical trials" (PDF). JAMA Psychiatry. ج. 71 ع. 12: 1381–91. DOI:10.1001/jamapsychiatry.2014.1611. PMID:25322082. مؤرشف من الأصل (PDF) في 2019-12-12.
117. ↑  "Depression". National Institute for Health and Care Excellence. ديسمبر 2004. مؤرشف من الأصل في 2008-11-15. اطلع عليه بتاريخ 2013-03-20.
118. ↑  "Practice guideline for the treatment of patients with major depressive disorder (revision). American Psychiatric Association". The American Journal of Psychiatry. ج. 157 ع. 4 Suppl: 1–45. أبريل 2000. PMID:10767867.; Third edition دُوِي:10.1176/appi.books.9780890423363.48690
119. ↑  Archer J، Bower P، Gilbody S، Lovell K، Richards D، Gask L، Dickens C، Coventry P (أكتوبر 2012). "Collaborative care for depression and anxiety problems". The Cochrane Database of Systematic Reviews. ج. 10: CD006525. DOI:10.1002/14651858.CD006525.pub2. hdl:10871/13751. PMID:23076925.
120. ↑  Patel V، Araya R، Bolton P (مايو 2004). "Treating depression in the developing world". Tropical Medicine & International Health. ج. 9 ع. 5: 539–41. DOI:10.1111/j.1365-3156.2004.01243.x. PMID:15117296.
121. ↑  Cox GR، Callahan P، Churchill R، Hunot V، Merry SN، Parker AG، Hetrick SE (نوفمبر 2014). "Psychological therapies versus antidepressant medication, alone and in combination for depression in children and adolescents". The Cochrane Database of Systematic Reviews. ج. 11 ع. 11: CD008324. DOI:10.1002/14651858.CD008324.pub3. PMID:25433518.
122. ↑  "Management of depression in primary and secondary care" (PDF). National Clinical Practice Guideline Number 23. المعهد الوطني للصحة وجودة الرعاية. 2007. مؤرشف (PDF) من الأصل في 2008-12-17. اطلع عليه بتاريخ 2008-11-04.
123. ↑  Josefsson T، Lindwall M، Archer T (أبريل 2014). "Physical exercise intervention in depressive disorders: meta-analysis and systematic review". Scandinavian Journal of Medicine & Science in Sports. ج. 24 ع. 2: 259–72. DOI:10.1111/sms.12050. PMID:23362828.
124. 1 2  Cooney GM، Dwan K، Greig CA، Lawlor DA، Rimer J، Waugh FR، McMurdo M، Mead GE (سبتمبر 2013). Mead GE (المحرر). "Exercise for depression". The Cochrane Database of Systematic Reviews. ج. 9 ع. 9: CD004366. DOI:10.1002/14651858.CD004366.pub6. PMID:24026850.
125. 1 2  Bridle C، Spanjers K، Patel S، Atherton NM، Lamb SE (سبتمبر 2012). "Effect of exercise on depression severity in older people: systematic review and meta-analysis of randomised controlled trials". The British Journal of Psychiatry. ج. 201 ع. 3: 180–85. DOI:10.1192/bjp.bp.111.095174. PMID:22945926.
126. ↑  Giedke H، Schwärzler F (أكتوبر 2002). "Therapeutic use of sleep deprivation in depression". Sleep Medicine Reviews. ج. 6 ع. 5: 361–77. DOI:10.1053/smrv.2002.0235. PMID:12531127.
127. ↑  Taylor G، McNeill A، Girling A، Farley A، Lindson-Hawley N، Aveyard P (فبراير 2014). "Change in mental health after smoking cessation: systematic review and meta-analysis". BMJ. ج. 348 ع. feb13 1: g1151. DOI:10.1136/bmj.g1151. PMC:3923980. PMID:24524926.
128. ↑  Lopresti؛ Hood؛ Drummond (1 January 2006). "3) A review of lifestyle factors that contribute to important pathways associated with major depression: Diet, sleep and exercise" (PDF). Journal of Affective Disorders. ج. 148 ع. 1: 12–27. DOI:10.1016/j.jad.2013.01.014. PMID:23415826. مؤرشف (PDF) من الأصل في 9 January 2017. اطلع عليه بتاريخ أكتوبر 2020. {{استشهاد بدورية محكمة}}: تحقق من التاريخ في: |تاريخ الوصول= (مساعدة) والوسيط غير المعروف |name-list-format= تم تجاهله يقترح استخدام |name-list-style= (مساعدة)
129. ↑  Gartlehner, Gerald; Wagner, Gernot; Matyas, Nina; Titscher, Viktoria; Greimel, Judith; Lux, Linda; Gaynes, Bradley N; Viswanathan, Meera; Patel, Sheila (2017). "Pharmacological and non-pharmacological treatments for major depressive disorder: review of systematic reviews". BMJ Open (بالإنجليزية). 7 (6): e014912. DOI:10.1136/bmjopen-2016-014912. ISSN:2044-6055. PMC:5623437. PMID:28615268.
130. ↑  Khan A، Faucett J، Lichtenberg P، Kirsch I، Brown WA (30 يوليو 2012). "A systematic review of comparative efficacy of treatments and controls for depression". PLOS ONE. ج. 7 ع. 7: e41778. Bibcode:2012PLoSO...741778K. DOI:10.1371/journal.pone.0041778. PMC:3408478. PMID:22860015.{{استشهاد بدورية محكمة}}:  صيانة الاستشهاد: دوي مجاني غير معلم (link)
131. ↑  Thase ME (1999). "When are psychotherapy and pharmacotherapy combinations the treatment of choice for major depressive disorder?". The Psychiatric Quarterly. ج. 70 ع. 4: 333–46. DOI:10.1023/A:1022042316895. PMID:10587988.
132. ↑  Cordes J (2013). "Depression". Encyclopedia of Sciences and Religions. ص. 610–16. DOI:10.1007/978-1-4020-8265-8_301. ISBN:978-1-4020-8264-1.
133. ↑  Nieuwenhuijsen K، Faber B، Verbeek JH، Neumeyer-Gromen A، Hees HL، Verhoeven AC، van der Feltz-Cornelis CM، Bültmann U (ديسمبر 2014). "Interventions to improve return to work in depressed people". The Cochrane Database of Systematic Reviews. ج. 12 ع. 12: CD006237. DOI:10.1002/14651858.CD006237.pub3. PMID:25470301.
134. ↑  Ijaz S، Davies P، Williams CJ، Kessler D، Lewis G، Wiles N (مايو 2018). "Psychological therapies for treatment-resistant depression in adults". The Cochrane Database of Systematic Reviews. ج. 5: CD010558. DOI:10.1002/14651858.CD010558.pub2. PMC:6494651. PMID:29761488.
135. ↑  Wilson KC، Mottram PG، Vassilas CA (يناير 2008). "Psychotherapeutic treatments for older depressed people". The Cochrane Database of Systematic Reviews. ج. 23 ع. 1: CD004853. DOI:10.1002/14651858.CD004853.pub2. PMID:18254062.
136. ↑  Cuijpers P، van Straten A، Smit F (ديسمبر 2006). "Psychological treatment of late-life depression: a meta-analysis of randomized controlled trials". International Journal of Geriatric Psychiatry. ج. 21 ع. 12: 1139–49. DOI:10.1002/gps.1620. hdl:1871/16894. PMID:16955421. مؤرشف من الأصل في 2020-06-10.
137. ↑   Virginia Woolf's Psychiatric History نسخة محفوظة 02 سبتمبر 2017 على موقع واي باك مشين.
138. ↑  A. M. Browne, Long Sunset (1995), pp. 302–03.
139. ↑  Holm-Hadulla، Rainer M.؛ Roussel، Martin؛ Hofmann، Frank-Hagen (2010). "Depression and creativity — The case of the german poet, scientist and statesman J. W. v. Goethe". Journal of Affective Disorders. ج. 127 ع. 1–3: 43–9. DOI:10.1016/j.jad.2010.05.007. PMID:20605219.
140. ↑  Burlingame, Michael: The inner world of Abraham Lincoln ISBN 0-252-06667-7
141. ↑  "SPECTRUM Biographies – Isaac Newton". مؤرشف من الأصل في 2018-12-15.
142. ↑  "Mozart (Wolfgang Amadeus Mozart) - Famous Bipolar People". مؤرشف من الأصل في 2019-04-26.
143. ↑  Farmer، Ben (22 سبتمبر 2010). "Karzai Suffers Depression, Says Watergate Investigator". Telegraph.co.uk. London. مؤرشف من الأصل في 2017-12-27.
144. ↑  Perry, I. 'Vincent van Gogh's illness: a case record' in Bulletin of the History of Medicine, 1947, Volume 21, pages 146–172
145. ↑  "BBC - History - Historic Figures: Vincent Van Gogh (1853-1890)". مؤرشف من الأصل في 2018-07-18.
146. ↑  "Ilnesses in artists". مؤرشف من الأصل في 2017-12-22.
147. 1 2 3  Philosophy and Depression Philosophical Society, USA, June 2005 نسخة محفوظة 11 نوفمبر 2017 على موقع واي باك مشين.
148. 1 2  Kormam، Seymour (18 أغسطس 1962). "Marilyn Monroe Ruled 'Probable Suicide' Victim". Chicago Tribune. Tribune Publishing. مؤرشف من الأصل في 2017-09-20. اطلع عليه بتاريخ 2015-10-21.
149. ↑  Leigh، David؛ Harding، Luke (30 يناير 2011). "Julian Assange: the teen hacker who became insurgent in information war". مؤرشف من الأصل في 2019-04-28.
150. ↑  "Oprah: Made Me Eat 30 Pounds of Mac 'N' Cheese". مؤرشف من الأصل في 2011-10-11.
151. ↑  د سامى عبد (12 ديسمبر 2018). علم الادوية النفسية الاكلينيكى. The Anglo Egyptian Bookshop. ISBN:9789770531884. مؤرشف من الأصل في 2019-12-16.
152. ↑  undefined Kring , Ann؛ C، Davison , Gerald؛ M، Neale , John؛ L، Johnson , Sheri (1 يناير 2016). علم النفس المرضي. Al Manhal. ISBN:9796500209159. مؤرشف من الأصل في 2020-01-26.{{استشهاد بكتاب}}:  صيانة الاستشهاد: أسماء متعددة: قائمة المؤلفين (link)

## روابط خارجية
- الاكتئاب على مشروع الدليل المفتوح